# Jon Favreau

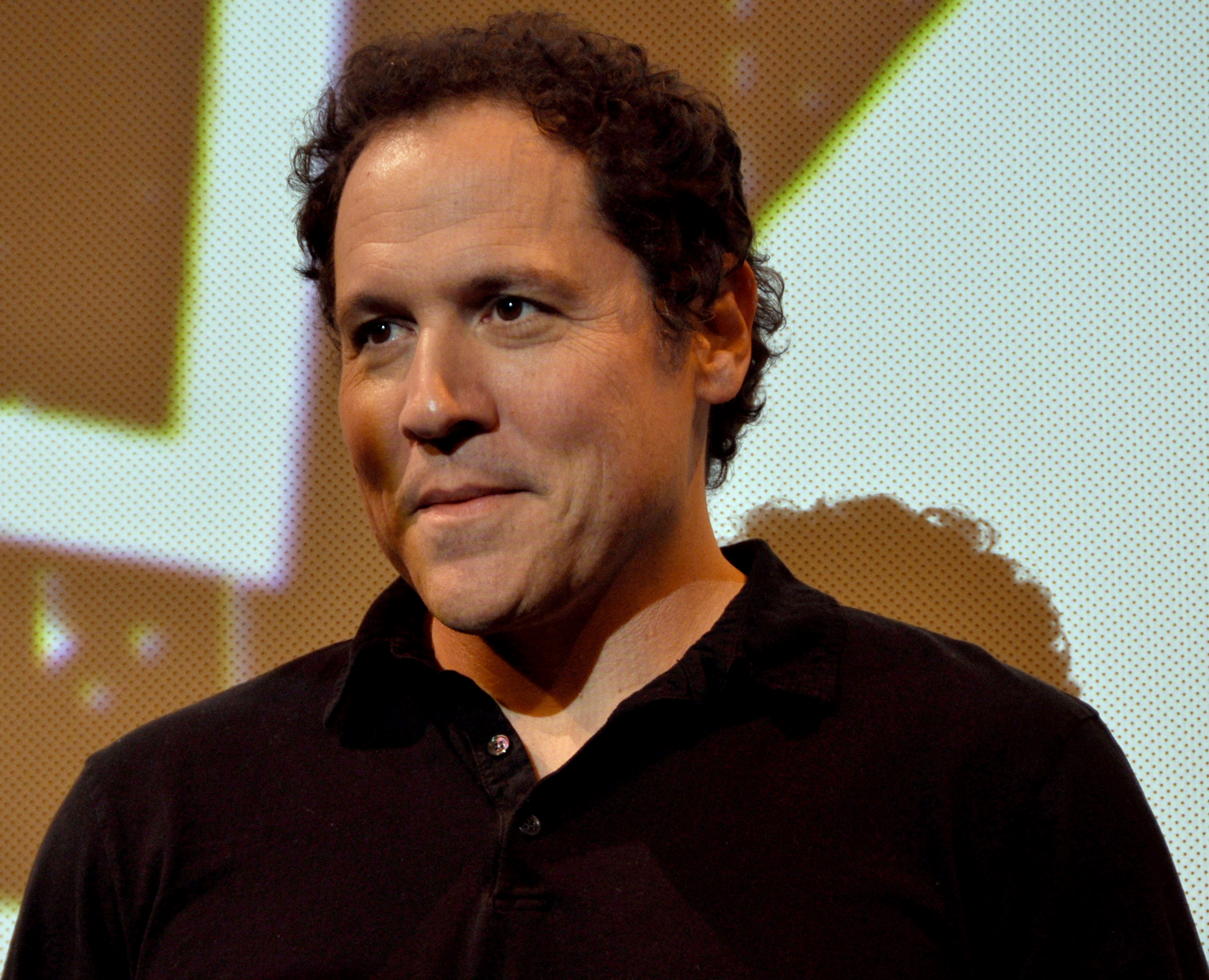
Jon Favreau

Jonathan Kolia „Jon” Favreau (n. 19 octombrie 1966, Flushing, Queens, New York) este un actor și regizor american.